# Карабаевка (Ульяновская область)
Карабаевка — село в составе Новоникулинского сельского поселения Цильнинского района Ульяновской области. 

## География
Находится на расстоянии примерно 17 километра на юго-запад по прямой от районного центра села Большое Нагаткино. 

## История
Основано, предположительно, в середине XX века на месте одноименной бывшей деревни. В советский период работал совхоз «Красный Восход», позже ТОО «Восход».  

## Население
Население составляло 544 человек в 2002 году (русские 44%. чуваши 39%), 473 по переписи 2010 года.